# 池原あかね
池原 あかね（いけはら あかね、1964年9月8日 - ）は、日本の会社役員。沖縄県にある琉球朝日放送の取締役を務める。本名:福地 あかね（ふくち あかね、旧姓:池原）。

## 略歴
- 鹿児島放送（KKB）アナウンサー
  - 「KKBニュース」（18時台[2]）などを担当。
- 1993 琉球放送（RBC）アナウンサー
  - 「RBCメディア最前線」アシスタントなどを担当。
- 1995.10 琉球朝日放送（QAB）アナウンサー・報道制作局報道部記者
  - 開局PRCM出演、「ステーションQ」キャスター、「らんちょんサミット」キャスター・ナレーター（2000.4～2000.7）、「秘密文書が明かす沖縄返還 」プロデューサー（2002）[3]、「沖縄のグスク、御嶽、世界遺産」講師（2002.10.12）[4]、「奇跡の森 〜亜熱帯沖縄・やんばるの自然〜」ナレーション（2003）[5]などを担当。
- QAB報道制作局報道部デスク
- QAB報道制作局報道部長補佐[6]
- 2009.2 QAB報道制作局報道部長[6][7]
- RBC経営企画室付部長補佐、QAB報道制作局報道部長（出向）[8]
- 2010.3 RBC経営企画室付部長、QAB報道制作局報道部長（出向）[8]
- 2011.2 RBC経営企画室付部長、QAB編成局編成部長[7]
- 那覇市サッカー協会会長[9]
- QAB編成局編成部長・番組審議室長[10]
- 2016.2 編成局長・放送審議室長[10]
- 執行役員コンテンツビジネス局長・コンテンツビジネス部長[1]
- 2019.6 取締役[1]

## 推薦本
- 『ぼくは、いつでもぼくだった。』 くもん出版、2012年9月。ISBN 978-4-7743-2023-6